# Gmina Żmigród
Gmina Żmigród (dt. Gemeinde Trachenberg) bezeichnet eine Stadt- und Landgemeinde im Landkreis Trzebnica in der Woiwodschaft Niederschlesien. Sie liegt auf einer Höhe von 91 Metern über dem Meeresspiegel im Kotlina Żmigrodzka (dt. Trachenberger Becken) und wird von der Barycz (dt. Bartsch), einem Nebenfluss der Oder, durchflossen.

## Geografie

### Lage
Die Gmina Żmigród (dt. Gemeinde Trachenberg) gehört zum Landkreis Trzebnica in der polnischen Woiwodschaft Niederschlesien. Sie liegt auf einer Höhe von 91 Metern über dem Meeresspiegel im Kotlina Żmigrodzka (dt. Trachenberger Becken) und wird von der Barycz (dt. Bartsch) durchflossen. Große Bereiche der Gemeinde tragen den Status eines Schutzgebiets der IUCN-Kategorie V. Diese sind ein Teil des größten Landschaftsschutzparks in Polen mit dem Namen Dolina Baryczy (dt. Bartschtal). Der Park besitzt eine Fläche von 870,4 km2 und bietet vor allem zahlreichen Vogelarten einen Lebensraum. Im Westen und Osten der Gemeinde liegen die Landkreise Wołów und Milicz jeweils und im Süden grenzen die Gemeinden Prusice und Trzebnica des Landkreises Trzebnica. Außerdem schließt sich im Norden die Woiwodschaft Großpolen an.

### Gliederung
Die Gemeinde Żmigród ist eine Stadt- und Landgemeinde. Sie untergliedert sich in die Stadt Żmigród und 30 Schulzenämter, die insgesamt 55 Dörfer bzw. Weiler umfassen.
| Schulzenamt      | Orte | Orte                                                                               |
| ---------------- | --- | ---------------------------------------------------------------------------------- |
| Barkowo          | - Barkowo (dt. Groß Bargen) - Barkówko (dt. Klein Bargen) - Góreczki (dt. Berghof)                                                | - Rogożowa (dt. Rogosawe) - Szydłów (dt. Schiedlawe) - Wierzbina (dt. Wiersebenne) |
| Borek            | - Borek (dt. Heidchen) - Nowe Domy (dt. Neu Häuser)                                                                               | - Nowik (dt. Neu Häuser)                                                           |
| Borzęcin         | - Borzęcin (dt. Borzenzine, 1939–45 Bornfelde)                                                                                    | - Borzęcin (dt. Borzenzine, 1939–45 Bornfelde)                                     |
| Bychowo          | - Bychowo (dt. Beichau) | - Bychowo (dt. Beichau)                                                            |
| Chodlewo         | - Chodlewo (dt. Kodlewe, 1937–45 Langhausen)                                                                                      | - Chodlewo-Leśnictwo (dt. Kodlewe, 1937–45 Langhausen)                             |
| Dębno            | - Dębno (dt. Deutsch Damno, 1935–45 Deutscheich)                                                                                  | - Dębno-Cegielnia (dt. Dt. Damno, 1935–45 Deutscheich)                             |
| Dobrosławice     | - Dobrosławice (dt. Dobrtowitz, 1936–45 Gutfelde)                                                                                 | - Dobrosławice (dt. Dobrtowitz, 1936–45 Gutfelde)                                  |
| Garbce           | - Garbce (dt. Karbitz, 1937–45 Eindorf)                                                                                           | - Garbce (dt. Karbitz, 1937–45 Eindorf)                                            |
| Gatka            | - Gatka (dt. Goitke) | - Czarny Las (dt. Neu Dorf)                                                        |
| Grądzik          | - Grądzik (dt. Herrmenau) | - Grądzik (dt. Herrmenau)                                                          |
| Kanclerzowice    | - Kanclerzowice (dt. Kanterwitz)                                                                                                  | - Łaźnica (dt. Wiesengrund)                                                        |
| Karnice          | - Karnice (dt. Körnitz) | - Karnice (dt. Körnitz)                                                            |
| Kaszyce Milickie | - Kaszyce Milickie (dt. Herrnkaschütz, 1937–45 Herrnhofen)                                                                        | - Kaszyce Milickie (dt. Herrnkaschütz, 1937–45 Herrnhofen)                         |
| Kędzie           | - Kędzie (dt. Kendzie, 1930–45 Grüntal)                                                                                           | - Łabuzki (dt. Försterei)                                                          |
| Kliszkowice      | - Kliszkowice (dt. Groß Glieschwitz, 1937–45 Freyersdorf)                                                                         | - Kliszkowice (dt. Groß Glieschwitz, 1937–45 Freyersdorf)                          |
| Korzeńsko        | - Korzeńsko (dt. Korsenz) | - Korzeńsko (dt. Korsenz)                                                          |
| Książęca Wieś    | - Książęca Wieś (dt. Fürstenau)                                                                                                   | - Książęca Wieś (dt. Fürstenau)                                                    |
| Laskowa          | - Laskowa (dt. Lauskowe, 1936–45 Waldhöh)                                                                                         | - Laskowa (dt. Lauskowe, 1936–45 Waldhöh)                                          |
| Łapczyce         | - Gola (dt. Guhle) - Łapczyce (dt. Labschütz)                                                                                     | - Kliszkowice Małe (dt. Klein Glieschwitz, 1937–45 Klein Freyersdorf)              |
| Morzęcino        | - Morzęcino (dt. Marentschine, 1936–45 Mansdorf)                                                                                  | - Morzęcino (dt. Marentschine, 1936–45 Mansdorf)                                   |
| Niezgoda         | - Dąbki (dt. Schöneiche) | - Niezgoda (dt. Nesigode, 1936–45 Jagdhausen)                                      |
| Osiek            | - Bukołowo (dt. Buckolowe, 1937–45 Kurzbach) - Jamnik (dt. Jamnig, 1937–45 Dirschken) - Osiek (dt. Groß Ossig, 1937–45 Dirschken) | - Osiek Mały (dt. Klein Ossig, 1937–45 Klein Dirschken) - Sieczków (dt. Schätzke)  |
| Powidzko         | - Powidzko (dt. Powitzko, 1936–45 Urdorf)                                                                                         | - Powidzko (dt. Powitzko, 1936–45 Urdorf)                                          |
| Przedkowice      | - Przedkowice (dt. Przittkowitz, 1936–45 Gutweide)                                                                                | - Przedkowice (dt. Przittkowitz, 1936–45 Gutweide)                                 |
| Przywsie         | - Przywsie (dt. Grenzvorwerk/Quartane)                                                                                            | - Przywsie (dt. Grenzvorwerk/Quartane)                                             |
| Radziądz         | - Radziądz (dt. Radziunz, 1935–45 Radungen) - Szarzyna (dt. Charlottenberg)                                                       | - Szarlotka                                                                        |
| Ruda Żmigrodzka  | - Biedaszkowo (dt. Biadauschke, 1936–45 Bartschgrund) - Hucisko (dt. Hutsche)                                                     | - Ruda Żmigrodzka (dt. Hammer-Trachenberg) - Stróże (dt. Wache)                    |
| Sanie            | - Sanie (dt. Sayne) | - Sanie (dt. Sayne)                                                                |
| Węglewo          | - Węglewo (dt. Wanglewe) | - Węglewo (dt. Wanglewe)                                                           |
| Żmigródek        | - Żmigródek (dt. Schmiegrode) | - Zielony Dom (dt. Zollhaus)                                                       |

### Klima
Die Gmina Żmigród liegt innerhalb der kühlgemäßigten Klimazone und ist durch das Seeklima geprägt, das nach Köppen und Geiger dem Cfb-Klima entspricht. Das Wetter wird vor allem durch polare Luftmassen mit Ursprung im Atlantik und in Nordeuropa bestimmt.
Für die im Zentrum der Gemeinde liegenden Stadt Żmigród ergeben sich folgende klimatische Werte. Der durchschnittliche jährliche Niederschlag liegt bei 536 mm. Der Februar stellt mit einer Niederschlagsmenge von 24 mm im Durchschnitt den trockensten Monat dar und im Juli fällt durchschnittlich der meiste Niederschlag mit 78 mm. Die Jahresdurchschnittstemperatur beträgt 8,5 °C. Der wärmste Monat ist der Juli mit durchschnittlichen 18,2 °C. Im Januar, dem kältesten Monat, liegt die Durchschnittstemperatur bei −2,7 °C.
|                        | Jan  | Feb  | Mär  | Apr  | Mai  | Jun  | Jul  | Aug  | Sep  | Okt  | Nov  | Dez  |   |     |
| Mittl. Temperatur (°C) | −2,7 | −1,1 | 3,6  | 8,6  | 13,1 | 16,6 | 18,2 | 17,8 | 14,1 | 9,5  | 4,1  | −0,4 | ⌀ | 8,5 |
| Mittl. Tagesmax. (°C)  | 0,3  | 2,3  | 7,7  | 13,8 | 18,8 | 22,2 | 23,8 | 23,5 | 19,2 | 13,9 | 7,1  | 2,3  | ⌀ | 13  |
| Mittl. Tagesmin. (°C)  | −5,6 | −4,4 | −0,5 | 3,5  | 7,5  | 11,1 | 12,6 | 12,2 | 9,1  | 5,2  | 1,1  | −3,1 | ⌀ | 4,1 |
|                        |      |      |      |      |      |      |      |      |      |      |      |      |   |     |
| Niederschlag (mm)      | 27,0 | 24,0 | 27,0 | 37,0 | 57,0 | 66,0 | 78,0 | 67,0 | 45,0 | 37,0 | 37,0 | 34,0 | Σ | 536 |

| −5,6 |

| −4,4 |

| −0,5 |

| 3,5 |

| 7,5 |

| 11,1 |

| 12,6 |

| 12,2 |

| 9,1 |

| 5,2 |

| 1,1 |

| −3,1 |

| −5,6 |

| −4,4 |

| −0,5 |

| 3,5 |

| 7,5 |

| 11,1 |

| 12,6 |

| 12,2 |

| 9,1 |

| 5,2 |

| 1,1 |

| −3,1 |

| N i e d e r s c h l a g | 27,0 | 24,0 | 27,0 | 37,0 | 57,0 | 66,0 | 78,0 | 67,0 | 45,0 | 37,0 | 37,0 | 34,0 |
|                         | Jan  | Feb  | Mär  | Apr  | Mai  | Jun  | Jul  | Aug  | Sep  | Okt  | Nov  | Dez  |

### Schutzgebiet

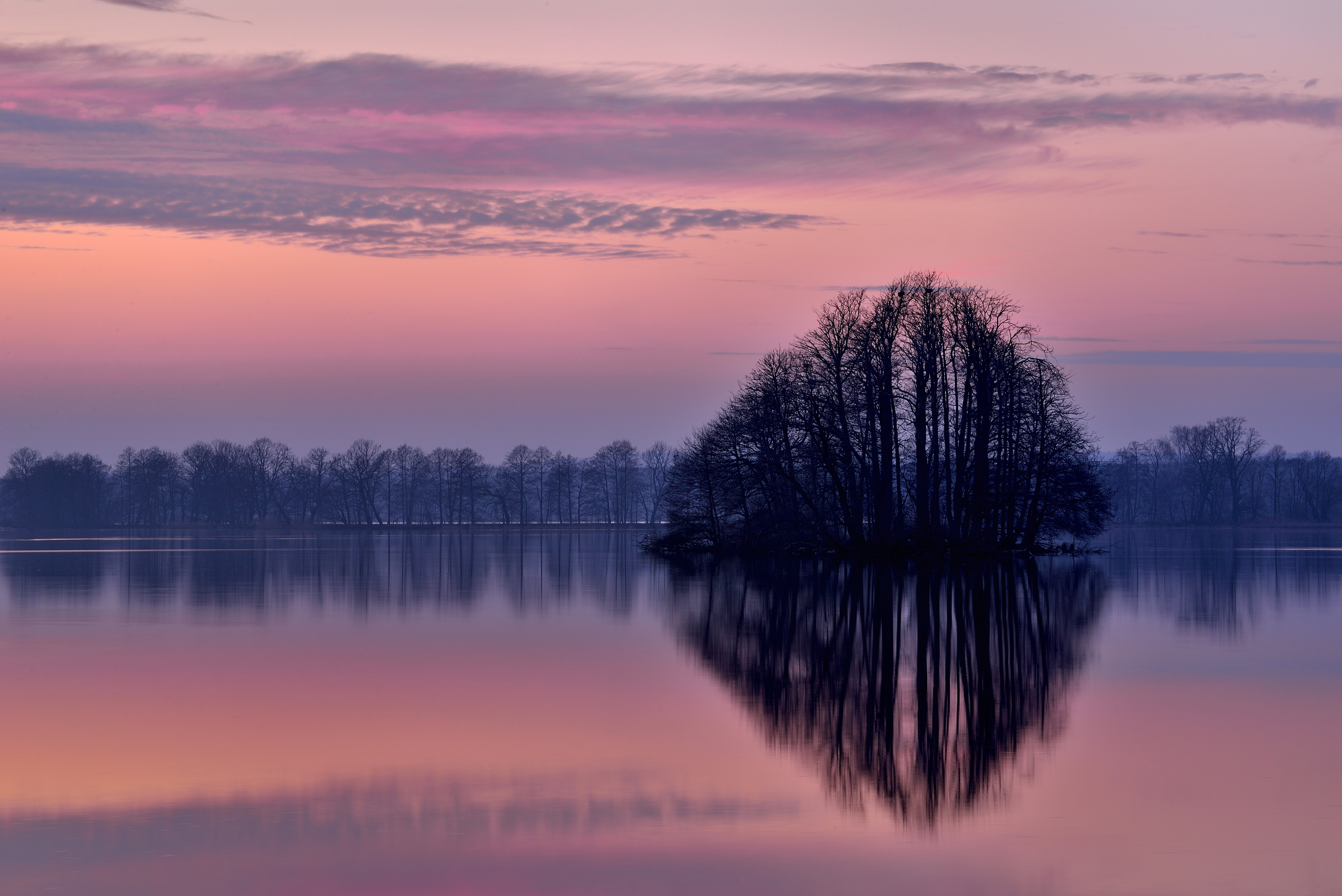
Der Landschaftsschutzpark Dolina Baryczy.

Große Bereiche der Gemeinde Żmigród tragen den Status eines Schutzgebiets der IUCN-Kategorie V. Diese sind ein Teil des größten Landschaftsschutzparks in Polen mit dem Namen Dolina Baryczy (dt. Bartschtal). Der Park besitzt eine Fläche von 870,4 km2 und erstreckt sich entlang des Flussverlaufs der Barycz (dt. Bartsch) durch die Landkreise Trzebnica, Milicz und Ostrów. Der Park wurde am 3. Juni 1996 gegründet und ist Teil des europäischen Netzes von Schutzgebieten Natura 2000. Das Areal bietet ca. 240 Vogelarten einen Lebensraum und wird von 14 Pflanzen-, Tierarten aus dem Anhang II der FFH-Richtlinie bewohnt, die als besonders schutzbedürftig in der EU gelten. Dazu gehören zum Beispiel der Große Eichenbock (Cerambyx cerdo) und der Eremit (Osmoderma eremita).

## Bevölkerung
Die Einwohnerzahl der Gemeinde blieb relativ konstant seit ihrer Entstehung im Jahr 1999 und betrug 14.848 im Jahr 2014. Des Weiteren wurde im Jahr 2011 die Stadt Żmigród von 6.573 Menschen bewohnt und das Schulzenamt Korzeńsko verzeichnete 916 Bewohner. Damit stellte das Schulzenamt nach der Stadt Zmigrod den bevölkerungsreichsten Verwaltungsbereich der Gemeinde dar.
| Schulzenamt (SA) / Stadt (S) | Einwohnerzahl | Einwohnerzahl | Einwohnerzahl | Einwohnerzahl |
| Schulzenamt (SA) / Stadt (S) | 1999          | 2004          | 2011          | 2014          |
| ---------------------------- | ------------- | ------------- | ------------- | ------------- |
| SA Barkowo                   | 612           | 638           | 622           | -             |
| SA Borek                     | 197           | 216           | 209           | -             |
| SA Borzęcin                  | 440           | 448           | 442           | -             |
| SA Bychowo                   | 401           | 412           | 386           | -             |
| SA Chodlewo                  | 250           | 248           | 221           | -             |
| SA Dębno                     | 190           | 186           | 182           | -             |
| SA Dobrosławice              | 190           | 171           | 172           | -             |
| SA Garbce                    | 270           | 265           | 255           | -             |
| SA Gatka                     | 169           | 179           | 177           | -             |
| SA Grądzik                   | 110           | 102           | 85            | -             |
| SA Kanclerzowice             | 270           | 290           | 272           | -             |
| SA Karnice                   | 180           | 176           | 162           | -             |
| SA Kaszyce Milickie          | 560           | 577           | 514           | -             |
| SA Kędzie                    | 170           | 155           | 157           | -             |
| SA Kliszkowice               | 285           | 235           | 235           | -             |
| SA Korzeńsko                 | 980           | 887           | 916           | -             |
| SA Książęca Wieś             | 110           | 102           | 96            | -             |
| SA Laskowa                   | 160           | 159           | 149           | -             |
| SA Łapczyce                  | 311           | 349           | 384           | -             |
| SA Morzęcino                 | 75            | 64            | 55            | -             |
| SA Niezgoda                  | 220           | 220           | 215           | -             |
| SA Osiek                     | 373           | 357           | 338           | -             |
| SA Powidzko                  | 250           | 264           | 280           | -             |
| SA Przedkowice               | 80            | 90            | 99            | -             |
| SA Przywsie                  | 119           | 121           | 135           | -             |
| SA Radziądz                  | 496           | 523           | 511           | -             |
| SA Ruda Żmigrodzka           | 210           | 213           | 205           | -             |
| SA Sanie                     | 174           | 186           | 191           | -             |
| SA Węglewo                   | 88            | 86            | 77            | -             |
| SA Żmigródek                 | 731           | 712           | 726           | -             |
| S Żmigród                    | 6.531         | 6.726         | 6.573         | 6.487         |
| Insgesamt                    | 15.202        | 15.356        | 15.041        | 14.848        |

## Politik
Die Verwaltung der Gemeinde Żmigród besteht aus der Urząd Miejski (dt. Stadtverwaltung), der Rada Miejska (dt. Stadtrat) und der Zarząd Gminy (dt. Gemeindevorstand). Außerdem existiert eine Dorfversammlung, die sich aus den Sołtys (dt. Schultheiß) und der Rada Sołecka (dt. Dorfrat) der einzelnen Schulzenämter zusammensetzt. An der Spitze der Verwaltung steht ein Burmistrz (dt. Bürgermeister).

### Bürgermeister
Am 16. November 2014 fand die letzte Stadtratswahl statt. Dabei wurde Robert Lewandowski als Bürgermeister bestätigt.

### Schultheißen
Zwischen dem 14. Januar und 4. Februar 2015 erfolgte die letzte Wahl der Schultheißen und Dorfräte in den Schulzenämtern der Gemeinde Żmigród. Dabei wurden folgende Schultheißen ernannt.
| Schulzenamt      | Schultheiß                   | Schulzenamt     | Schultheiß             |
| ---------------- | ---------------------------- | --------------- | ---------------------- |
| Barkowo          | Jan Owczarek                 | Korzeńsko       | Stanisław Łobocki      |
| Borek            | Mirela Chorążyczewska-Główka | Książęca Wieś   | Anna Tatarek           |
| Borzęcin         | Józef Wiktorowicz            | Laskowa         | Władysław Celary       |
| Bychowo          | Maria Rybka                  | Łapczyce        | Jerzy Kowalewski       |
| Chodlewo         | Edward Machi                 | Morzęcino       | Barbara Borucka        |
| Dębno            | Mariola Kreczmer             | Niezgoda        | Dariusz Gierus         |
| Dobrosławice     | Joanna Tadeusiak-Bocianowska | Osiek           | Andrzej Majewski       |
| Garbce           | Mariusz Kunicki              | Powidzko        | Łukasz Golasiński      |
| Gatka            | Irena Stachowska             | Przedkowice     | Sylwia Sułek–Balcerzak |
| Grądzik          | Czesław Cichosz              | Przywsie        | Mariusz Hantke         |
| Kanclerzowice    | Andrzej Kubik                | Radziądz        | Sławomir Rabczuk       |
| Karnice          | Krystyna Cych                | Ruda Żmigrodzka | Emil Frydlewicz        |
| Kaszyce Milickie | Grzegorz Lewandowski         | Sanie           | Iwona Wlazło           |
| Kędzie           | Anita Rudnicka               | Węglewo         | Mieczyslawa Osak       |
| Kliszkowice      | Stanisław Błoński            | Żmigródek       | Zofia Maksymowicz      |

### Wappen und Flagge

Wappen der Stadt und der Gemeinde Żmigród.

Die Stadt und die Gemeinde Żmigród tragen das gleiche Wappen. Es stellt einen auf dem Rücken liegenden grünen Drachen auf einem roten Hintergrund dar, vor dem ein Zinnenturm mit Spitzdach steht. Das Motiv wurde erstmals auf einem Siegel der Stadt aus dem Jahr 1402 verwendet. Die Flagge der Gemeinde ist eine Trikolore im Format 5:8 und besteht aus drei gleich großen horizontalen Streifen in den Farben Weiß, Rot und Grün.
Die Dörfer, Weiler und Schulzenämter der Gemeinde führen dagegen bislang weder ein Wappen noch eine Flagge.

## Wirtschaft und Infrastruktur

### Wirtschaft

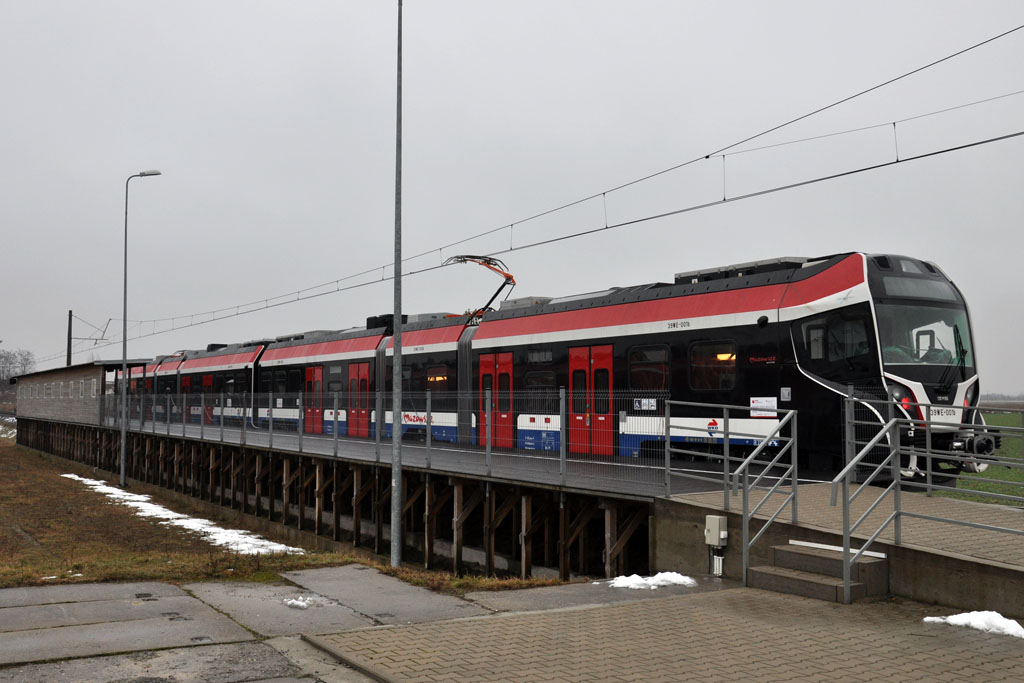
Zug auf dem Testgelände des Instytut Kolejnictwa (dt. Eisenbahninstitut).

Die Landwirt-, Forstwirtschaft und Fischerei stellen die Hauptwirtschaftszweige der Gemeinde dar. Es existieren zahlreiche kleinere Bauernhöfe und wenige große Agrarbetriebe. Im Jahr 2015 erhielt die Gemeinde eine Agrarförderung in Höhe von insgesamt 15.306.139 PLN (ca. 3.461.126 Euro), die sich auf 815 Empfänger verteilte. Die Nadleśnictwo Żmigród (dt. Staatsförsterei Trachenberg) bewirtschaftet die in der Gemeinde liegenden Wälder, die sich auf einer Fläche von ca. 16.000 ha erstrecken. Sie hat ihren Sitz zwischen Żmigród und Żmigródek. In den Stawy Milickie (dt. Militscher Teiche) befinden sich mehrere Anlagen zur Zucht von Fischen, insbesondere Karpfen. Die Militscher Teiche bestehen aus einer Ansammlung von 285 Teichen und liegen entlang der Barycz (dt. Bartsch) in den Landkreisen Trzebnica, Milicz und Ostrów. Sie sind Teil des Landschaftsschutzparks Dolina Baryczy (dt. Bartschtal). Des Weiteren betreiben zwei polnische Großunternehmen aus dem Baugewerbe Außenstellen in Żmigród und in der Nähe des Orts Barkówko (dt. Klein Bargen) liegen zwei Forschungseinrichtungen. Die Zweigstelle des Instytut Badawczy Dróg i Mostów (dt. Forschungsinstitut für Straßen und Brücken) evaluiert insbesondere Materialien für Eisenbahnbrücken und für den Untergrund von Eisenbahntrassen. Die Niederlassung des Warschauer Instytut Kolejnictwa (dt. Eisenbahninstitut) betreibt eine ca. 8 km lange ringförmige Eisenbahnteststrecke, auf der unter anderem die Belastbarkeit und Sicherheit von Zügen untersucht wird.
Der Tourismus dagegen spielt eine geringe Rolle für die Wirtschaftskraft, da die Gemeinde nur über eine geringe Anzahl an Unterkünften und touristischen Angeboten verfügt. Andererseits durchqueren vier Fahrradrouten, drei Wanderwege und ein Reitweg die Gemeinde. Außerdem führt eine ausgewiesene Kanustrecke entlang der Barycz und es bestehen touristische Kooperationen mit den Nachbargemeinden. Die Kooperationen scheinen vor allem auf den inländischen Fremdenverkehr ausgerichtet zu sein, da die zugehörigen Internet-Präsentationen und Publikationen ausschließlich in Polnisch verfasst sind.

### Verkehr
Die Landesstraße 5 verläuft durch die Gemeinde in Nord-Süd-Richtung und ist im Norden als Schnellstraße S5 ausgebaut. Außerdem bildet sie den Stadtring von Żmigród und stellt ein Teilstück der Europastraße 261 dar. Die Landesstraße besitzt im Bereich der Orte Żmigród und Żmigródek Anschlüsse zu den Woiwodschaftsstraßen 339 und 439 jeweils. Die Woiwodschaftsstraße 339 führt über Strupina zur Stadt Wołów im Südwesten der Gemeinde und die Woiwodschaftsstraße 439 verbindet die Städte Żmigród und Milicz miteinander.
Des Weiteren durchquert die zweigleisige und elektrifizierte Bahnstrecke Wrocław–Poznań die Gemeinde und besitzt in der Stadt Żmigród einen Bahnhof sowie in den Orten Garbce (dt. Karbitz) und Korzeńsko (dt. Korsenz) einen Haltepunkt.

### Bildung, Sicherheit und Gesundheit
Die Gemeinde verfügt über zwei Kindergärten, fünf Grundschulen und zwei Sekundarschulen. Die Kindergärten liegen in Barkowo und Żmigród und die Grundschulen befinden sich in Barkowo, Korzeńsko, Powidzko, Radziądz und Żmigród. Die Sekundarschulen sind beide in Żmigród untergebracht. Außerdem besitzt die Gemeinde eine Bibliothek und eine Pädagogisch-Psychologische Beratungsstelle mit Sitz in Żmigród.
Des Weiteren besitzt die Gemeinde Żmigród acht Wachen der Freiwilligen Feuerwehr und beherbergt das staatliche Ärztezentrum Publiczny Zespół Zakładów Lecznictwa Ambulatoryjnego (PZZLA) (dt. öffentliche Gemeinschaft ambulanter Behandlung). Das Ärztezentrum hat seinen Hauptsitz in Żmigród und betreibt Zweigstellen in den Orten Barkowo, Korzeńsko und Powidzko. Allgemein bietet es eine ambulante medizinische Grundversorgung an und ermöglicht zusätzlich am Hauptsitz eine ambulante sekundäre Versorgung.

## Kultur und Sehenswürdigkeiten
Innerhalb der Gemeinde Żmigród stehen zahlreiche kunsthistorisch bedeutsame Bauwerke, die als Denkmäler offiziell registriert sind. Dazu zählen insbesondere die Ruine des Schlosses Trachenberg des Adelsgeschlechts Hatzfeld(t) und acht Kirchengebäude in den Orten Barkowo, Bychowo, Korzeńsko, Powidzko, Radziądz und Żmigród.

## Sport
Die Gemeinde ist der Sitz von vier Männerfußballvereinen. Dazu gehört der LZS Lech Barkowo, der ULKS Orkan Borzęcin, der ULKS ORLA Korzeńsko und der MKS Piast Żmigród. Der LZS Lech Barkowo besteht seit dem Jahr 2005 als Teil des polnischen Sportverbandes Ludowy Zespół Sportowy (LZS) und ist nach dem polnischen Herzog Lech, dem legendären Urvater Polens, benannt. Der ULKS Orkan Borzęcin wurde im Jahr 1976 und der ULKS ORLA Korzeńsko im Jahr 2000 gegründet. Die Uczniowski Ludowy Klub Sportowy (ULKS) bezeichnen sogenannte Studentensportclubs. Der älteste und größte Verein der Gemeinde, der MKS Piast Żmigród, wurde direkt nach dem Zweiten Weltkrieg im Jahr 1946 aufgestellt und besitzt ein Stadion für insgesamt 900 Zuschauer. Während der Saison 2018/19 spielte der Verein MKS Piast Żmigród in der 3. Liga Gruppe 3 Lebus/Niederschlesien/Oppeln/Schlesien, der vierthöchsten Spielklasse im polnischen Fußball. Die restlichen Vereine traten in der Klasse A bzw. B Gruppe I (Breslau) an, der 8. Fußballliga Polens. Daneben bestehen zwei Leichtathletikvereine in Żmigród, der UKS Sokół Żmigród und der Klub Biegacza Sukces.

## Persönlichkeiten
Die folgenden Personen wurden in der Stadt Żmigród (dt. Trachenberg) geboren.
- Richard Baum (* 1937), deutscher Sprachwissenschaftler
- Elisabeth Fürstin zu Carolath-Beuthen, geb. Gräfin von Hatzfeldt zu Trachenberg (1839–1914), Lebensgefährtin von Herbert von Bismarck
- Andrzej Galan (* 1967), polnischer Offizier
- Anton Genast (1763–1831), deutscher Schauspieler und Opernsänger
- Ludwig Hartau (1877–1922), deutscher Schauspieler
- Hermann, 3. Fürst von Hatzfeldt, 1. Herzog zu Trachenberg (1848–1933), preußischer Politiker, Beamter und Offizier
- Sophie Gräfin von Hatzfeldt-Wildenburg-Schönstein, geb. Gräfin von Hatzfeldt-Trachenberg (1805–1881), deutsche Sozialistin und enge Bekannte von Ferdinand Lassalle
- Wilhelm Henschel (1781 oder 1785–1865), deutscher Zeichner, Kupferstecher und Lithograf
- Barbara Labuda (* 1946), polnische Politikerin
- Hans-Joachim Lieber (1923–2012), deutscher Philosoph und Soziologe
- Joseph Linke (1783–1837), deutsch-österreichischer Cellist und Komponist
- Paweł Mackiewicz (* 1980), Universitätsprofessor
- Gerhart Pohl (1902–1966), deutscher Schriftsteller
- John Retcliffe, eigentlich Hermann Goedsche (1815–1878), deutscher Schriftsteller
- Hugo Schwarz (1817–1897), deutscher Reichsgerichtsrat
- Johann Siegmund Suschke (1673–1754), Barocklyriker
- Heinrich Werner (1831–1912), deutscher Richter und Parlamentarier
- Ekkehard Westermann (1940–2015), deutscher Historiker
- Bernhard C. Wintzek (1943–2018), deutscher Publizist

Die folgenden Personen wurden in den umliegenden Orten der Stadt Żmigród geboren, die heutzutage zur Gemeinde Żmigród gehören.
- Bernd Klug (* 1934), deutscher Generalleutnant der Bundeswehr, geboren in Schmiegrode
- Otto Krasa (1890–1972), deutscher Prähistoriker, geboren in Radungen
- Oswald Schumann (1865–1939), deutscher SPD-Politiker, geboren in Borzenzine
- Amand Augustin Zausig (1804–1847), deutscher Maler, geboren in Heidchen